# Era seleucidă
Era seleucidă sau Anno Graecorum (anul grec, abreviat AG) a fost un sistem de numărare a anilor utilizat în cadrul Imperiulului Seleucid și alte state din lumea elenistică. Calendarul număra anii începând cu 311 î.Hr., când Seleucos I Nicator se întoarce în Babilon după exilul în Egiptul lui Ptolemeu, considerat anul întemeierii Imperiului Seleucid. Introducerea noii ere este menționată într-una din Cronicile Babilionene, Cronica despre Diadohi.

## Două stiluri ale calendarului seleucid
Două modificări au fost făcute calendarului seleucid: 
- Nativii imperiului utilizau calendarul babilonian, în care Anul Nou cădea pe 1 Nisanu (3 aprilie, în 311 î.Hr.). Astfel încât în acest sistem anul 1 al epocii seleucide corespunde aproximativ cu luna aprilie 311 î.Hr. până în martie 310 î.Hr. Aceasta a fost utilizat de evrei, care o numesc Era de contracte. Acesta este folosit în cartea istorică iudaică, acum "deuterocanonice", 1 Macabeii, în 6:20, 7:1, 9:3, 10:1, etc.[2]

- Curtea macedoneană a adoptat calendarul babilonian (înlocuind numele lunilor macedonene), dar a socotit ca noul an să fie în toamnă (data exactă nu se cunoaște). În acest sistem anul 1 al epocii seleucide corespunde cu perioada de toamnă de la 312 î.Hr. până în vara anului 311 î.Hr. Prin secolul al VII-lea d.Hr. sau secolul al X-lea AG, creștinii occidentali sirieni au stabilit că anul începea pe 1 octombrie și se termina pe 30 septembrie.[3]

Aceste diferențe privind începutul anului înseamnă că datele pot diferi unul de altul. 
Spre exemplu, restaurarea templului din Ierusalim de către Iuda Macabeul, în aproximativ 15 decembrie 164 î.Hr., a căzut în anul 148 al erei seleucide după evrei (și Babilon), dar în anul 149 pentru instanțe.

## Utilizarea erei seleucide
Era seleucidă a fost folosită atât de mult că în secolul al VI-lea d.Hr., de exemplu, în inscripția Zebed din Siria, din data de 24 a Gorpiaios 823 AG (24 septembrie 512 d. Hr.),  și în scrierile lui Ioan din Efes. Cronicarii sirieni au continuat să-l folosească până la Mihai Sirianul, în anul 1100 d.Hr./1400 AG. A fost găsită pe pietrele funerare creștine nestoriene din Asia Centrală din secolul al XIV-lea.
Calendarul evreiesc sau babilonian a fost folosit de evreiii, a căror urmași au trăit în Yemen, până în timpurile moderne, și continuă să fie utilizate de către aceștia în scopuri rituale chiar și astăzi.